# Jules (mascotte)
Pour les articles homonymes, voir Jules.
 (novembre 2022).
Si vous disposez d'ouvrages ou d'articles de référence ou si vous connaissez des sites web de qualité traitant du thème abordé ici, merci de compléter l'article en donnant les références utiles à sa vérifiabilité et en les liant à la section « Notes et références ».

Jules, la mascotte de l'Équipe de France de football 1998.

Jules est la mascotte de l'équipe de France de football de 1996 à 1999. 
On le confond ou on l'associe souvent avec Footix, la mascotte de la Coupe du monde de football 1998.

## Description
Il s'agit d'un coq blanc coiffé d'un béret rouge et vêtu du maillot bleu de l'équipe de France. Sa queue est composée d'une plume bleue, suivie d'une plume blanche, elle-même suivie d'une plume rouge.

## Histoire
Il a été imaginé en 1996, après un concours parrainé par La Poste pour la création de la mascotte de la Coupe du monde de football 1998. Vince Gam (Vincent Doubre) a déposé le dessin en 1992 à l'INPI tout d'abord pour mascotte des premiers championnats du monde de triathlon à Nice en 1993 sous le nom de « Roosty », puis l'a imaginé en footballeur avec des plumes bleues, blanches et rouges[réf. nécessaire].
Son prénom vient de Jules Rimet, le créateur de la Coupe du monde de football. D'abord baptisé « Julot » par l’auteur, et recalé par Footix pour représenter le Mondial 98, il revit le jour lors de cette Coupe du monde avec le nom de « Père Jules » où son accueil fut un peu plus enthousiaste. Depuis 1999, il a été retiré officiellement de tous les supports de l'équipe de France de football à la demande de Vince Gam qui en a conservé les droits après un arbitrage de l'institut national de la propriété industrielle[réf. nécessaire].

## Adaptations
Il fait l'objet d'un album hors-série de Léo Loden, Léo Loden et Jules sauvent la coupe du monde écrit par Christophe Arleston et dessiné par Serge Carrère.